# Eurytemora raboti
Eurytemora raboti är en kräftdjursart som beskrevs av Richard 1897. Eurytemora raboti ingår i släktet Eurytemora och familjen Temoridae. Inga underarter finns listade i Catalogue of Life.